# Водонасичені гірські породи
Водонаси́чені гірські́ поро́ди (рос. водонасыщенные горные породы, англ. water-saturated rocks; нім. wassergesättigte Gesteine n pl) — гірські породи, в яких всі пори і пустоти повністю заповнені (насичені) вільною і зв'язаною водою. 
Розрізняють водоносні гірські породи (галька, піски, пісковики тощо) та водостійкі (глини, сланці, щільні кристалічні породи). 
При проведенні гірничих робіт у В.г.п. застосовують спец. способи проходки з тампонуванням, заморожуванням, водозниженням тощо.